# Südniedersachsen
Südniedersachsen bezeichnet den südöstlichen Teil des deutschen Landes Niedersachsen.

## Geographie

### Geographische Lage
Geografische Schwerpunkte Südniedersachsens bilden, von West nach Ost, der Solling, der Leinegraben und der westliche Teil des Harzes. Berg- und Beckenräume in ihrem Umland runden den Landschaftsraum ab, im Einzelnen handelt es sich dabei um den Göttingen-Northeimer Wald, das Sollingvorland, das Einbeck-Markoldendorfer Becken, das Südwestliche Harzvorland, den Bramwald sowie Teile des Unteren Eichsfeldes und des Eichsfelder Beckens. Südniedersachsen liegt unweit des Mittelpunkts Deutschlands und somit zentral in Deutschland.
In ihrer nördlichen Ausdehnung innerhalb Niedersachsens ist die Region zwar nicht klar abgegrenzt, doch gilt als unumstritten, dass der Landkreis Göttingen einschließlich des Altkreises Osterode am Harz dazugehört. Auch der angrenzende Landkreis Northeim ist Teil dieser Region. Je nach Bezugsrahmen werden meist außerdem die Landkreise Holzminden und Goslar dazu gezählt, gelegentlich auch der gesamte von Mittelgebirge geprägte Bereich etwa südlich von Hannover, also die Landkreise Schaumburg, Hameln-Pyrmont, Hildesheim und Teile der Region Hannover. Einziges Oberzentrum Südniedersachsens im engeren Sinne ist Göttingen, woraus sich hierfür auch die alternative Bezeichnung Region Göttingen ableitet.

### Administrative Zuordnungen
Eine Reihe von Institutionen tragen die Regionsbezeichnung im Namen. Es handelt sich meist um kommunale Kooperationen wie z. B. „Zweckverband Verkehrsverbund Süd-Niedersachsen“ (ZVSN). Im Verkehrsverbund Süd-Niedersachsen (VSN), der das Gebiet der Landkreise Göttingen, Holzminden und Northeim umfasst, sind Bus- und Schienenverkehrsunternehmen sowie Aufgabenträger für den ÖPNV zusammengeschlossen. Der Landschaftsverband Südniedersachsen kümmert sich um kulturelle Belange. Im Zuge der Auflösung des Regierungsbezirks Braunschweig im Jahre 2005 wurden ihm hierzu wesentliche Aufgaben der regionalen Kulturförderung vom Land Niedersachsen übertragen. Die Südniedersachsenstiftung versteht sich als unabhängiger und parteipolitisch neutraler Netzwerkkoordinator, der die Entwicklung und das Wachstum der Region Südniedersachsen in ihrer wirtschaftlichen, kulturellen und sozialen Gesamtheit vorantreibt. In der Bildungsregion Südniedersachsen kooperieren die Landkreise Göttingen und Northeim sowie die Stadt Göttingen und kreisangehörige Städte und Gemeinden beim Bildungsmanagement. Die Handwerkskammer Hildesheim-Südniedersachsen ist zuständig für einen Bezirk, der die Landkreise Göttingen, Hildesheim, Holzminden und Northeim umfasst.

## Geschichte
Die Mittelgebirgslandschaft zwischen oberer Weser und Harz gehörte bis zum Mittelalter zu den Kernlandschaften des Heiligen Römischen Reiches. Seitdem litt die Gegend über mehrere Jahrhunderte unter Kämpfen um die politische Vorherrschaft, wie z. B. unter den Auswirkungen der Hildesheimer Stiftsfehde, des Dreißigjährigen Krieges und des Zweiten Weltkrieges. Im Ergebnis entstand eine politische Randlage. Erhalten blieben zahlreiche kulturelle Schätze, die erst teilweise für den Tourismus erschlossen sind.
Für ein Vorgängerterritorium wurde in der Literatur die Bezeichnung Südhannover geprägt, die sich auf den südlichen Teil von Kurhannover bezog.

## Wirtschaft
Zu den größten Unternehmen mit Sitz in Südniedersachsen gehören:
- der Labor- und Prozesstechnologie-Anbieter Sartorius
- das Pflanzenzüchtungs- und Biotechnologieunternehmen KWS Saat
- der Anlagenbauer Eckold
- der Energiesystemhersteller Piller
- der Spirituosenhersteller Hardenberg-Wilthen
- das Fertigungsmesstechnikunternehmen Mahr
- der Verpackungs- und Pappeproduzent Thimm
- der Anbieter von Aromen und Inhaltsstoffen für Lebensmittel und Kosmetika Symrise
- die Elektrofirma Stiebel Eltron
- das Orthopädie-, Kunststoff- und IT-Unternehmen Otto Bock[2]
- die Bausparkasse BHW Bausparkasse AG

unter erweiterter Berücksichtigung auch
- das Chemieunternehmen H.C. Starck.

## Museen
In der Museumskette Südniedersachsen des Landschaftsverbandes Südniedersachsen versammeln sich die größten Einrichtungen der Region.
Die Perlen auf der Museumskette sind:
- Forum Wissen / Zentrale Kustodie der Universität Göttingen
- Grenzlandmuseum Bad Sachsa
- Herrenhaus Walkenried
- Höhlenerlebniszentrum Iberger Tropfsteinhöhle
- Uhrenmuseum Bad Grund
- Europäisches Brotmuseum
- Wilhelm-Busch-Mühle
- Rathaus Duderstadt
- Westerturm
- Museum Friedland
- Museum Schloss Fürstenberg
- Schloss Herzberg
- Welfenschloss Münden
- Portal zur Geschichte
- PS-Speicher
- UNESCO-Welterbe Fagus-Werk
- UNESCO-Welterbe im Harz / Bergwerk Rammelsberg, Altstadt von Goslar und Oberharzer Wasserwirtschaft
- Weltkulturerbe Rammelsberg
- Weltkulturerbe Grube Samson
- Zisterziensermuseum Kloster Walkenried

## Bildung und Forschung
Die Georg-August-Universität Göttingen, die Technische Universität Clausthal und die HAWK Hochschule für angewandte Wissenschaft und Kunst Hildesheim/Holzminden/Göttingen liegen in dieser Region. Zum Management von Ergebnissen dieser Forschungseinrichtungen trägt auch der Südniedersachsen-Innovations-Campus bei. Weitere Forschungseinrichtungen sind:
- Deutsches Primatenzentrum
- Deutsches Zentrum für Luft- und Raumfahrt
- Max-Planck-Institut für biophysikalische Chemie
- Max-Planck-Institut für Dynamik und Selbstorganisation
- Max-Planck-Institut für experimentelle Medizin
- Max-Planck-Institut zur Erforschung multireligiöser und multiethnischer Gesellschaften
- Max-Planck-Institut für Sonnensystemforschung
- Fraunhofer-Anwendungszentrum für Plasma und Photonik
- Gesellschaft für wissenschaftliche Datenverarbeitung mbH Göttingen
- etliche Einrichtungen der Universitätsmedizin Göttingen
- Johann-Friedrich-Blumenbach Institut für Zoologie und Anthropologie
- Akademie der Wissenschaften zu Göttingen